# Welterbe in Mauretanien
Zum Welterbe in Mauretanien gehören (Stand 2017) zwei UNESCO-Welterbestätten, darunter eine Stätte des Weltkulturerbes und eine Stätte des Weltnaturerbes. Mauretanien hat die Welterbekonvention 1981 ratifiziert, die erste Welterbestätte wurde 1989 in die Welterbeliste aufgenommen. Die bislang letzte Welterbestätte wurde 1996 eingetragen.

## Welterbestätten
Die folgende Tabelle listet die UNESCO-Welterbestätten in Mauretanien in chronologischer Reihenfolge nach dem Jahr ihrer Aufnahme in die Welterbeliste (K – Kulturerbe, N – Naturerbe, K/N – gemischt, (G) – auf der Liste des gefährdeten Welterbes).
| Bild             | Bezeichnung                                              | Jahr | Typ | Ref. | Beschreibung |
| ---------------- | -------------------------------------------------------- | ---- | --- | ---- | --- |
| (weitere Bilder) | Nationalpark Banc d’Arguin (Lage)                        | 1989 | N   | 506  | Der Nationalpark liegt an der Atlantikküste. Er ist ein wichtiges Winterquartier von Zugvögeln und eines der vogelreichsten Gebiete der Welt. |
| (weitere Bilder) | Antike Ksur von Ouadane, Chinguetti, Tichitt und Oualata | 1996 | K   | 750  | Ksur sind ländliche befestigte Siedlungen der Berber im Maghreb. Ouadane (Lage) wurde 1147 von dem Berberstamm Idalwa el-Hadji gegründet. Chinguetti (Lage) wurde im 13. Jahrhundert ebenfalls von einem Berberstamm gegründet, nämlich dem Stamm der Sandadscha. Im Jahre 1150 wurde Tichitt (Lage) gegründet. Die Gründung von Oualata (Lage) ist unbekannt. |

## Tentativliste
In der Tentativliste sind die Stätten eingetragen, die für eine Nominierung zur Aufnahme in die Welterbeliste vorgesehen sind. Derzeit (2017) sind drei Stätten in der Tentativliste von Mauretanien eingetragen, die letzte Eintragung erfolgte 2001. Die folgende Tabelle listet die Stätten in chronologischer Reihenfolge nach dem Jahr ihrer Aufnahme in die Tentativliste.
| Bild | Bezeichnung                                   | Jahr | Typ | Ref. | Beschreibung |
| --- | --------------------------------------------- | ---- | --- | ---- | ------------ |
| Ausgrabungen in Azougui | Kulturlandschaft Azougui (Lage)               | 2001 | K   | 1545 |              |
| Nationalmuseum Nouakchott: Epigraphische Schieferplatte aus Koumbi Saleh mit religiösen Formeln und geometrischen Verzierungen | Archäologische Fundstätte Koumbi Saleh (Lage) | 2001 | K   | 1546 |              |
| Archäologische Fundstätte Tegdaoust (Aoudaghost)                                                                               | Archäologische Fundstätte Tegdaoust (Lage)    | 2001 | K   | 1547 |              |